# Discrasia sanguínea
La discrasia sanguínea es una alteración permanente cualitativa o cuantitativamente anormal de la sangre, en particular de sus elementos formes (glóbulos rojos, glóbulos blancos y plaquetas) o de sus componentes.

## Terminología
Como sinónimo se usa la expresión discrasia hemática, y en ocasiones se abrevia como discrasia. Se considera en desuso la palabra "hemodiscrasia".

## Etiología
Se ha relacionado con diversas enfermedades, radiaciones y sustancias.
- Enfermedades: hepatitis infecciosas
- Medicamentos: cloranfenicol, fenilbutazona, tiouracilo, fenotiacina, sulfonamida, diurético tiazídico, etanol, quinidina, quinina[2]
- Productos químicos: benceno, oro

## Patogenia
Las discrasias sanguíneas más frecuentes son:
- Anemia aplásica o pancitopenia
- Agranulocitosis
- Trombocitopenia

Pero se presentan en múltiples enfermedades: anemias, leucemias, trombopenia, policitemia, hemofilia, gammapatía monoclonal, síndrome purpúrico, enfermedad de von Willebrand.

## Cuadro clínico
Depende de la enfermedad que origine, pero en general las primeras manifestaciones aparecen en la cavidad oral: hipertrofia de las encias, atrofia de las papilas gustativas, hemorragias o ulceraciones.

## Diagnóstico
Como hay una amplia variedad de enfermedades de los elementos constituyentes de la sangre y de los factores de coagulación, cada uno tiene diferente método de diagnóstico.

## Tratamiento
Depende de cada enfermedad en particular. A veces es necesario sustituir el factor que falta, como los glóbulos rojos o las plaquetas.